# François-Xavier Tessier
François-Xavier Tessier (15 septembre 1799 – 24 décembre 1835) est un médecin, éditeur et homme politique fédéral du Bas-Canada. 

## Biographie
Il est né à Québec en 1799. Il a étudié la médecine depuis plusieurs années et a été qualifié pour exercer en tant que chirurgien en 1820. Sur la recommandation du jury d'examen médical, il étudie la médecine à l'Université de New York, et a été qualifié en tant que médecin en 1823. La même année, il fut nommé apothicaire pour l'hôpital d'émigrant au Québec. En 1824, il fut nommé chirurgien adjoint de la milice. En 1826, il crée une publication bimestrielle médicale, Québec Medical Journal/Journal de médecine de Québec; Il a été publié jusqu'à la fin de 1827. Il a contribué à fonder la société médicale du Québec en 1826 et fut plus tard le Président. Tessier a vécu à New York de 1828 à 1830, où il a contribué à un journal local. En 1830, il revint à Québec où il fut nommé officier de santé pour le port. Tessier a été nommé administrateur pour un nouvel hôpital à Pointe-de-Lévy. Il a été congédié de son poste au Québec à la suite de l'épidémie de choléra de 1832 ; cela peut avoir été au moins en partie à cause de la politique de Tessier. En 1831, Tessier a été élu aux conseils des médecins légistes au Québec. Il a été élu à la Assemblée législative du Bas-Canada pour Saguenay dans une élection partielle de 1833 après la mort de Joseph-Isidore Bédard; Il fut réélu en 1834. Tessier a appuyé le parti patriote et voté en faveur des quatre-vingt-douze résolutions. En 1834, il fut choisi comme médecin de l'hôpital des émigrant. Il a également enseigné la médecine et mis en place une clinique de vaccination antivariolique dans sa maison.
En 1835, il meurt à son bureau à Québec.